# Julien de Mallian
Julien Étienne Charles de Mallian (Basse-Terre, 4 ottobre 1805 – Parigi, 3 marzo 1851) è stato un drammaturgo francese.

## Biografia
Studiò legge, che abbandonò rapidamente per dedicarsi a composizioni drammatiche. Le sue opere, spesso firmate solo con il suo nome, furono rappresentate sui più grandi palcoscenici parigini del XIX secolo: Théâtre de la Gaîté, Théâtre de l'Ambigu, Théâtre de la Porte Saint-Martin, Théâtre des Variétés ecc.

## Opere
- 1828: La Cuisine au salon, ou le Cuisinier et le marmiton, pièce in 1 atto, con distici, con Dumanoir;
- 1828: La Semaine des amours, romanzo vaudeville in 7 capitoli, con Dumanoir;
- 1828: Le Jour de médecine, vaudeville in un atto, con Gustave Dalby e Dumanoir;
- 1829: L'Audience du juge de paix, ou le Bureau de conciliation, tableau in 1 atto, con Charles de Livry;
- 1829: La Barrière du combat, ou le Théâtre des animaux, 2 quadri con distici, con de Livry e Adolphe de Leuven;
- 1829: Frétillon ou la Bonne Fille, vaudeville in 1 atto, preceduto da La Première représentation, commedia storica in 3 parti, con Dumanoir e Michel Masson;
- 1830: Le Charpentier, ou Vice est pauvreté, vaudeville in 4 quadri e preceduto da Jour de la noce, prologo in 1 piccolo atto;
- 1830: La Monnaie de singe, ou le Loyer de la danseuse, commedia-vaudeville in 1 atto, con Dumanoir;
- 1830: Le Voyage de la mariée, imitazione contemporanea della Fiancée du roi de Garbe, con Dumanoir e de Leuven;
- 1831: Camille Desmoulins, ou les Partis in 1794, dramma storico in 5 atti, con Henri-Louis Blanchard;
- 1831: Le Fossé des Tuileries, rivista-vaudeville in 1 atto, con Dumanoir e Victor Lhérie;
- 1831: La Perle des maris, comédie-vaudeville in 1 atto,  con Jean-François Bayard e Dumanoir;
- 1831: Saint-Denis, ou Une insurrection de demoiselles, chronique de 1828, in 3 atti, misti di distici, con Dumanoir;
- 1832: La Jolie Fille de Parme, dramma in 3 atti e in 7 quadri, preceduto da un prologo, con Jules-Édouard Alboize de Pujol;
- 1832: Le Dernier Chapitre, commedia-vaudeville in 1 atto, con Dumanoir e Mélesville;
- 1832: L'Homme qui bat sa femme, tableau popolare in 1 atto, con Dumanoir;
- 1832: Le Secret de la future, vaudeville in 1 atto, con Léon-Lévy Brunswick;
- 1833: Les Deux Roses, dramma storico in 5 atti;
- 1833: Les Fileuses, commedia-vaudeville in 1 atto;
- 1833: Les Tirelaines, ou Paris in 1667, commedia-vaudeville in 3 atti, con Dumanoir;
- 1834: Le Juif errant, dramma fantastico in 5 atti e 1 epilogo, con Merville;
- 1834: Turiaf le pendu, commedia in 1 atto, con Dumanoir;
- 1834: Les Dernières Scènes de la fronde, dramma in 3 atti;
- 1834: Le Curé Mérino, dramma in 5 atti, con Bernard e Pierre Tournemine;
- 1834: L'Honneur dans le crime, dramma in 5 atti;
- 1835: La Nonne sanglante, dramma in 5 atti, con Auguste Anicet-Bourgeois;
- 1835: Roger, ou le Curé de Champaubert, dramma-vaudeville in 2 atti, con Armand d'Artois;
- 1835: Un de ses frères, souvenir historique de 1807, con disticicouplets, con Dumanoir;
- 1835: La Fille de Robert Macaire, melodramma comico in 2 atti, con Mathieu-Barthélémy Thouin;
- 1835: La Tache de sang, dramma in 3 atti, con Auguste-Louis-Désiré Boulé, musica di Philippe-Alexis Béancourt;
- 1836: Le Vagabond, dramma popolare in 1 atto, con Eugène Cormon;
- 1837: L'Esclave Andréa, dramma in 5 atti;
- 1837: La Dame de Laval, dramma in 3 atti e 6 quadri;
- 1837: Henriette Wilson, commedia-vaudeville in 2 atti, con Dumanoir;
- 1837: Le Réfractaire, ou Une nuit de la mi-carême, vaudeville in 2 atti, con Cormon;
- 1837: Thomas Maurevert, dramma in 5 atti preceduto da un prologo;
- 1838: La Croix de feu ou les Pieds noirs d'Irlande, melodramma in 3 atti, con Louis Marie Fontan;
- 1838: Deux vieux garçons, vaudeville in 1 atto, con Louis-Émile Vanderburch;
- 1838: La Femme au salon et le Mari à l'atelier, comédie-vaudeville in 2 atti, con Cormon;
- 1839: Le Massacre des innocents, dramma in 5 atti, con Fontan;
- 1839: La Fille de l'émir, dramma in 2 atti;
- 1841: Le Perruquier de l'Empereur, dramma in 5 atti, con Charles Dupeuty;
- 1842: Les Brigands de la Loire, dramma in 5 atti, con Félix Dutertre de Véteuil;
- 1842: Le Diable des Pyrénées, dramma in 3 atti;
- 1845: Marie-Jeanne ou la Femme du peuple, dramma in 5 atti, con Adolphe d'Ennery;
- 1845: Une expiation, dramma in 4 atti;
- 1846: Le Château des sept tours, preceduto da Les français in Égypte, épisode de 1799, prologo, dramma in 5 atti, con Pujol;
- 1847: La Révolution française, dramma in 4 atti e 16 quadri, con Fabrice Labrousse;
- 1849: Le Moulin des tilleuls, opéra-comique in 1 atto, con Cormon, musica di Aimé Maillart;[2]